# St.-Jürgen-Kapelle (Lübeck)

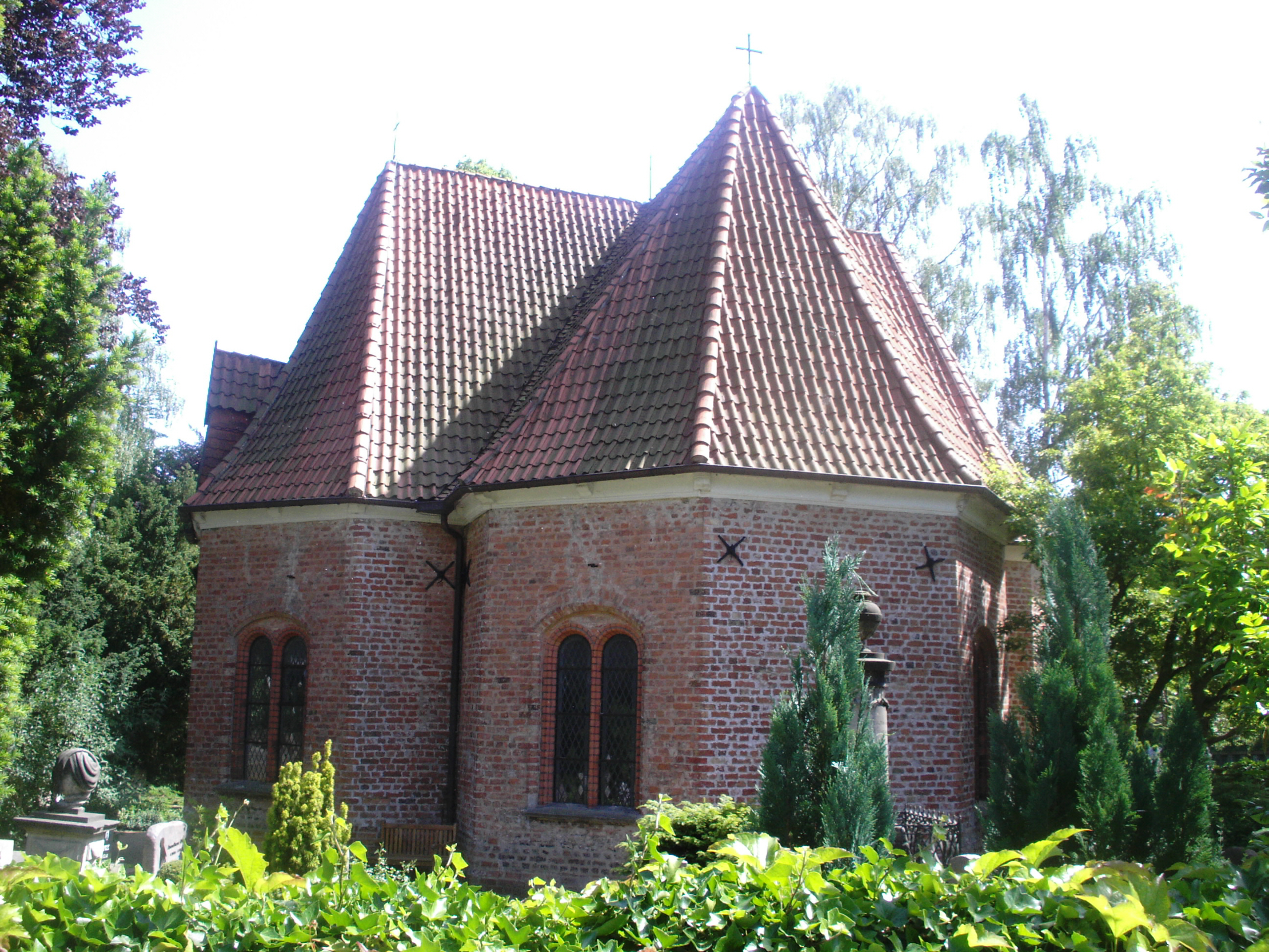
Die St.-Jürgen-Kapelle

Die St.-Jürgen-Kapelle ist eine Kirche in Lübeck.

## Lage
Die Kapelle befindet sich im Stadtteil St. Jürgen unmittelbar an der südwärts führenden Ratzeburger Allee, unweit der Wakenitz und in direkter Nachbarschaft zum Gelände der Wasserkunst.

## Der Vorgängerbau

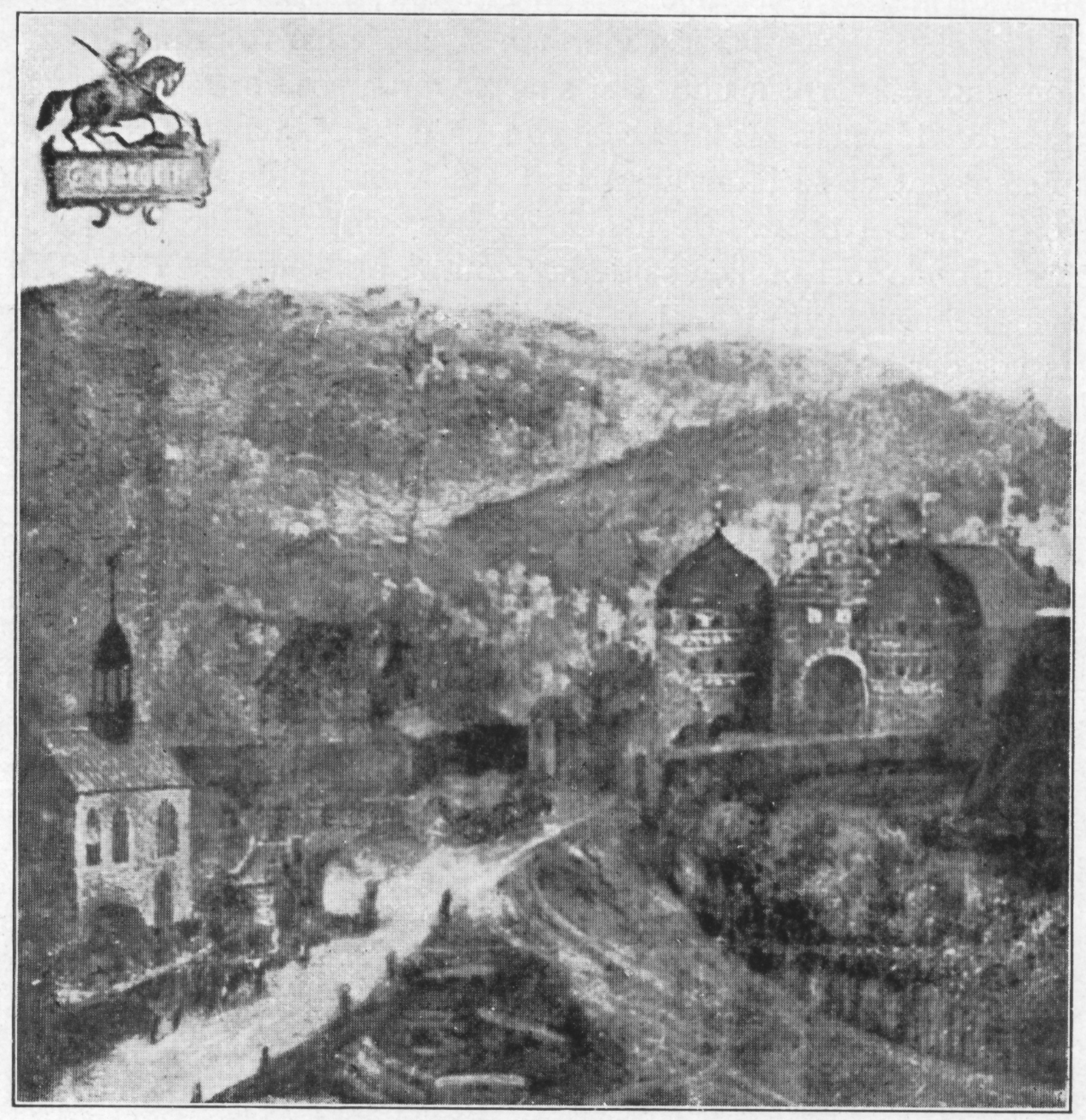
Am linken Bildrand: Die alte St.-Jürgen-Kapelle auf der Stadtansicht des Johannes Willinges, 1597

Die Kirche ist der Nachfolgebau der im Jahre 1290 erbauten St.-Jürgen-Kapelle, die zu dem unmittelbar vor dem Mühlentor gelegenen Siechenhaus gehörte. Das Aussehen dieses ersten Kirchenbaus ist durch eine Darstellung Johannes Willinges’ von 1597 im Haus der Kaufmannschaft überliefert: Es handelte sich um einen einschiffigen, rechteckigen Bau mit Dachreiter und einer als Treppengiebel gestalteten Westfassade.
Da das Siechenhaus mit Legaten wohlhabender Lübecker Bürger bedacht wurde, finden sich seit 1411 urkundliche Erwähnungen von Erweiterungen, Umbauten und großzügige Ergänzungen der Ausstattung. So erhielt die Kirche 1505 ein holzgeschnitztes Standbild ihres Namenspatrons St. Jürgen, das von Henning von der Heyde geschaffen worden war.

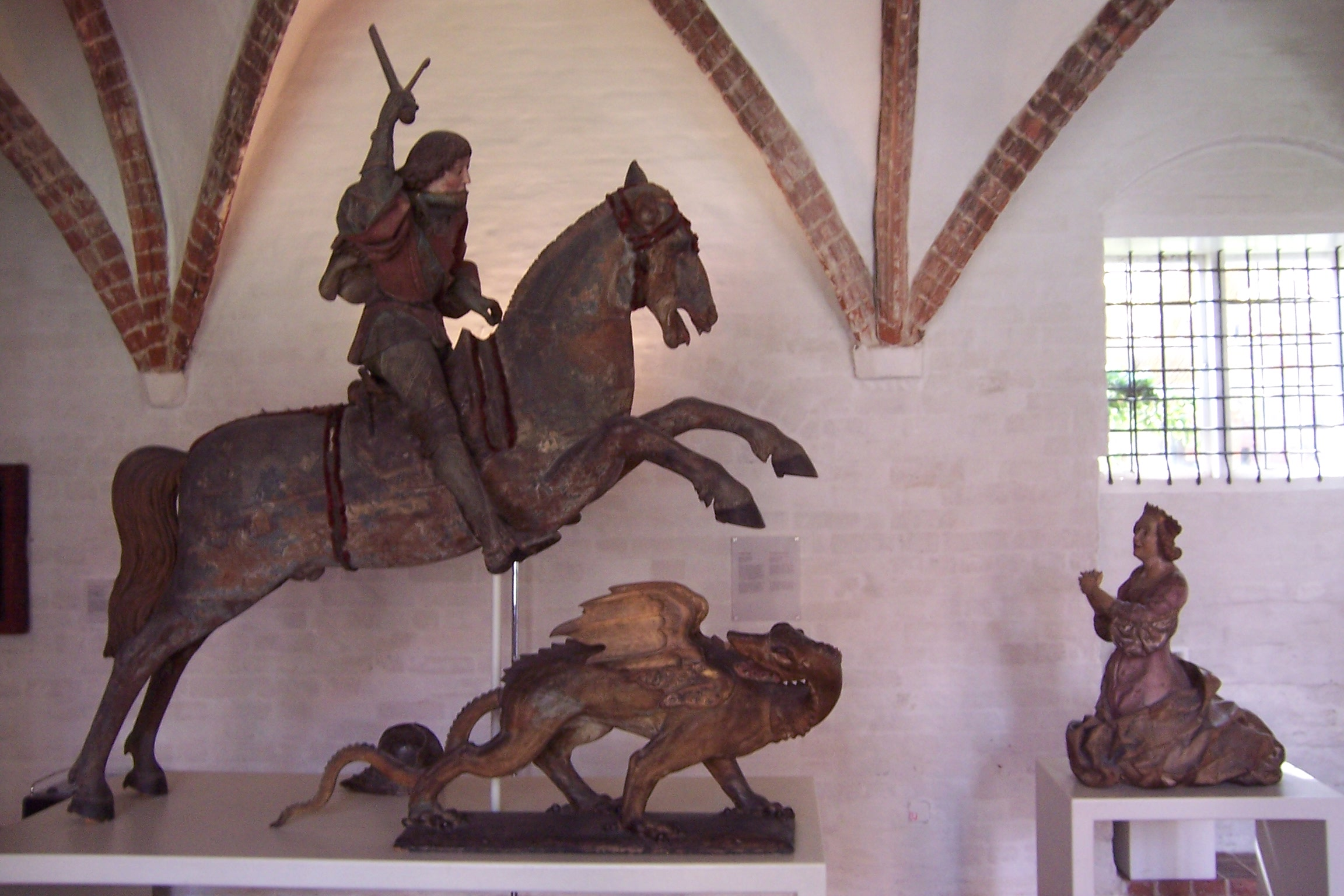
Henning von der Heyde, St.-Jürgen-Gruppe aus der alten Kapelle, heute im St. Annen-Museum, 1505

Während der Herrschaft Jürgen Wullenwevers wurden Kapelle und Siechenhaus nach der schriftlichen Überlieferung des Ratsherrn Fritz Grawert am 14. Oktober 1534 von aufgehetzten Anhängern des Bürgermeisters verwüstet und geplündert, wobei ein Großteil der Kunstwerke und der Einrichtung zerstört und das Gebäude selbst schwer beschädigt wurde. Das damals schon als wertvoll empfundene St.-Jürgen-Standbild konnte zuvor noch in Sicherheit gebracht werden, allerdings musste man den Drachen zurücklassen, der deswegen vernichtet wurde. Es wurde 1541 im Nachlass des Johann Sengestake, eines in der Wullenweverzeit zum Ratsherrn erhobenen Kaufmanns, gefunden, der laut Grawert an den Unruhen beteiligt gewesen war.
In den Jahren 1540 bis 1542 wurden Kirche und Siechenhaus wieder hergerichtet. Das Standbild des Heiligen Georg wurde restauriert und wieder an seinen alten Standort verbracht; der Bildschnitzer Hinrich Wittekop fertigte einen Ersatz für den verlorenen Drachen an, der aber im Verhältnis zu den übrigen Figuren der Gruppe sichtlich zu klein geriet.

## Die neue St.-Jürgen-Kapelle
In den zwanziger Jahren des 17. Jahrhunderts bewogen die Ereignisse des Dreißigjährigen Krieges den Lübecker Rat, die Befestigungsanlagen der Stadt nach neuestem Stand ausbauen zu lassen. Die Erweiterung der Bastionen am Mühlentor machte es notwendig, die St.-Jürgen-Kapelle mitsamt Siechenhaus abzureißen und an anderer Stelle neu zu errichten. Gegen diese Pläne gab es in der Stadt erheblichen Widerstand; es wurden sogar böse Omen als Argumente gegen den Abriss ins Feld geführt. Unter anderem berichtete Superintendent Nikolaus Hunnius, der Teufel sei ihm erschienen, und nahm dies als Zeichen, dass die Pläne unheilvoll seien.
Trotz dieser Proteste revidierte der Rat seinen Entschluss nicht. Am 16. März 1629 hielt Domprediger Albert Reimers die letzte Predigt in der alten Kapelle, die anschließend über die folgenden Monate abgetragen wurde.
Der Nachfolgebau entstand erst 15 Jahre später. In den Jahren 1645 und 1646 wurde zusammen mit dem neuen Siechenhaus die bis heute bestehende St.-Jürgen-Kapelle weniger als einen Kilometer vom alten Standort entfernt errichtet. Der Architekt, Stadtbaumeister Andreas Jeger, konzipierte einen Backsteinbau, der stilistisch Elemente der Spätrenaissance und des Frühbarocks vereinte und den er mit gotischen Zitaten anreicherte. Die Kirche mit dem Grundriss in Form eines Griechischen Kreuzes erhielt einen separat stehenden hölzernen Glockenturm, in dem die von der alten Kapelle übernommene Glocke hängt. Sie wurde 1548 von Karsten Middeldorp gegossen und ist die älteste nachreformatorische Glocke in Lübeck.

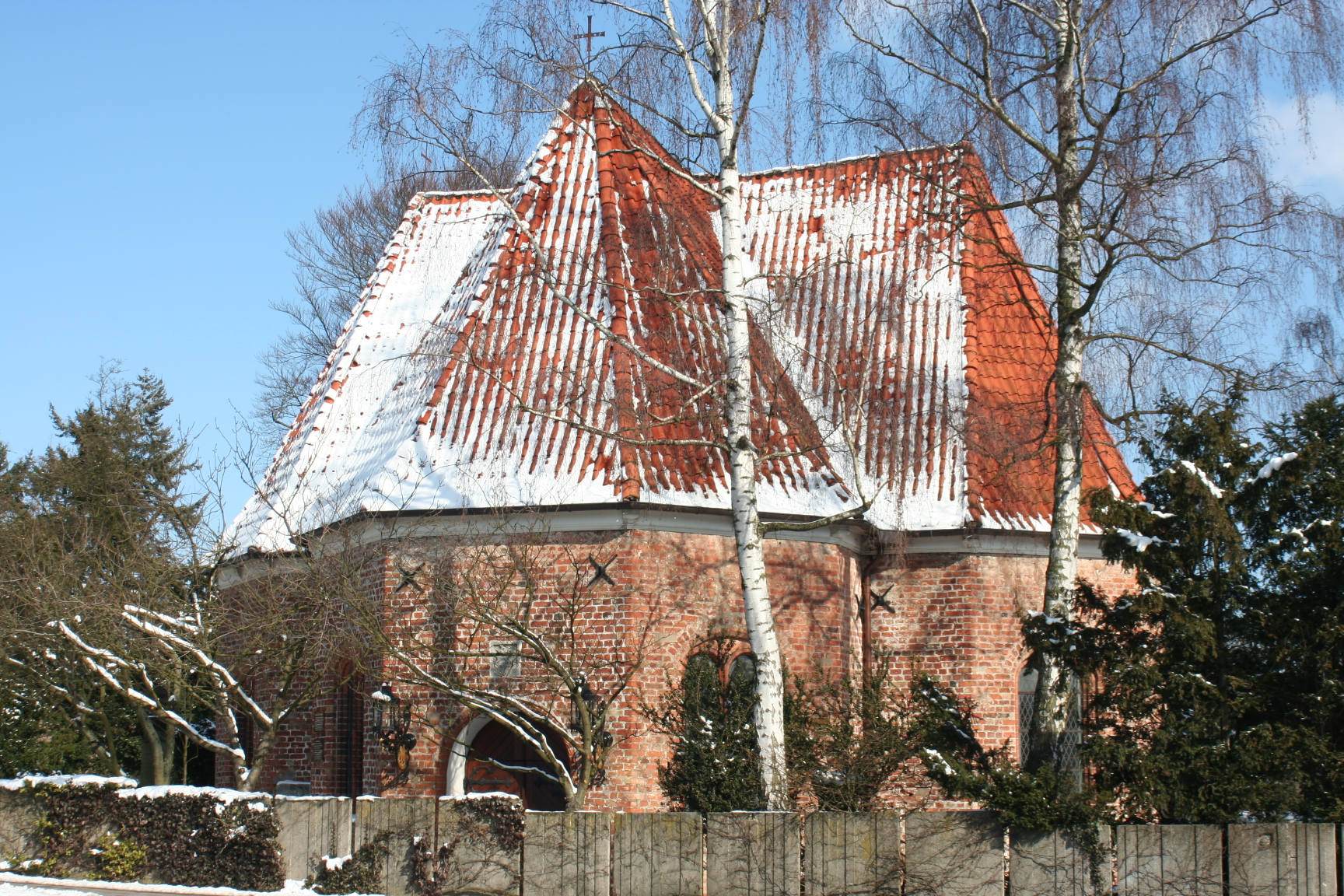
Die St.-Jürgen-Kapelle von der Ratzeburger Allee aus gesehen

Der Einweihungsgottesdienst wurde am 31. August 1646 abgehalten; die Predigt hielt Adam Helms, Hauptpastor zu St. Petri und als Senior des Geistlichen Ministeriums der Leitende Geistliche der Stadt, als Organist fungierte Franz Tunder. Zwei Jahrhunderte lang diente die Kapelle, die nur eine uneigenständige Filialkirche des Lübecker Doms ohne eigene Gemeinde war, den Insassen des Siechenhauses als Kirche; nachdem das St.-Jürgen-Hospital 1847 aufgelöst worden war, gab es zunächst keine Verwendung mehr für das Bauwerk. Erst ab 1880 wurden zunächst Bibelstunden, dann regelmäßige Gottesdienste abgehalten, die steigenden Zuspruch fanden, nachdem die Kapelle 1882 eine Heizung und 1885 Gasbeleuchtung erhalten hatte. 1886 bewilligte der Lübecker Senat der Kapelle eine eigene Orgel. Ab 1961 gehörte die St.-Jürgen-Kapelle nicht mehr zum Dom, sondern war eine Pfarrkirche mit eigener Gemeinde, bis die Gemeinde 2002 mit den anderen evangelischen Kirchengemeinden im Stadtteil fusionierte. Als Pastorat diente das 1834 von der St. Jürgen Siechenstiftung erbaute ehemalige St.-Jürgen-Schulhaus.

## Ausstattung
Das St.-Jürgen-Standbild wurde in die Kapelle überführt, dann aber für zu altertümlich und unpassend für das neue Bauwerk empfunden. Man lagerte es auf dem Dachboden ein, wo es erst 1861 wieder aufgefunden wurde. Das Kunstwerk wurde in die Katharinenkirche gebracht, und Carl Julius Milde führte die Restaurierung durch. Seit 1915 befindet es sich im St. Annen-Museum.
Auch die Kanzel stammt noch aus der alten Kapelle. Sie wurde 1616 von dem Tischler Johannes Warneke im Stil der Spät-Renaissance angefertigt. Der Kanzelkorb ist mit Statuetten der vier Evangelisten in Nischen zwischen korinthischen Säulen und Rankenwerkfriesen geschmückt. Zusammen mit der Kapelle wurde die Kanzel 1922 renoviert.
Der gemauerte Altartisch erhielt eine Abdeckung durch einen 2,02 × 1,03 m mittelalterlichen Grabstein (aus dem Dom?) von 1391. Darauf stellte man den Mittelschrein eines gotischen Passionsretabels aus den südlichen Niederlanden (um 1450). Da dessen Restaurierung 1647 und Stiftung nach St. Jürgen durch den Domküster Friedrich Leopold und seine Frau Elsabe, geb. von Essen in memoriam Greveraden erfolgte, stammt der Schrein vielleicht aus der Greveraden-Kapelle des Doms. Sein Marmorrelief im unteren Register ist für Lübeck einzigartig. Der Schrein wurde 1830 durch ein Gemälde der Kreuzigung verdeckt, gestiftet und vermutlich auch gemalt von Anna Dorothea Hornung. Die gotische durch Johannes Warncke wiederentdeckte Altartafel wurde 1916 freigelegt und kam in das St.-Annen-Museum.

Der Fund von 1916
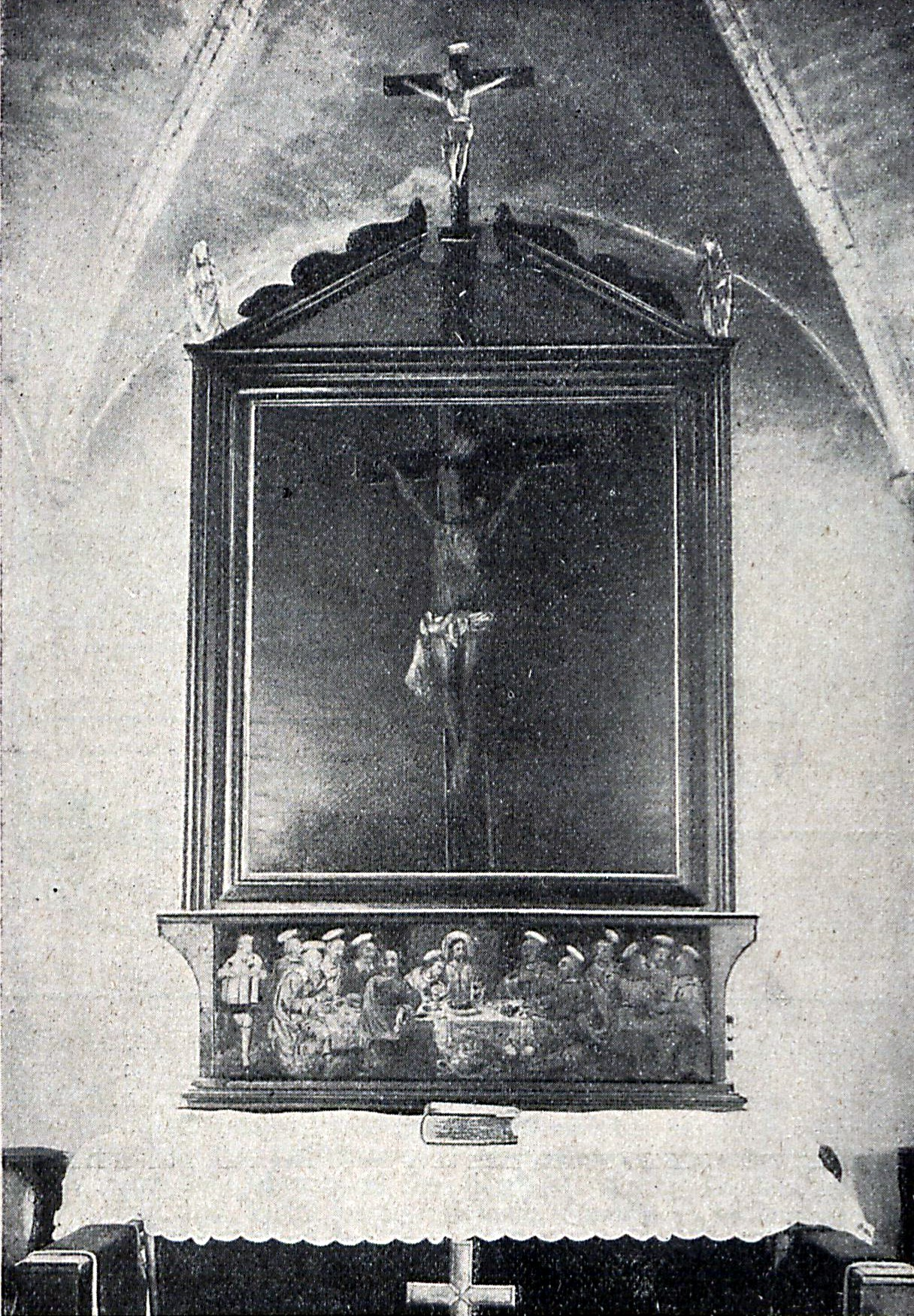
Das Altarbild
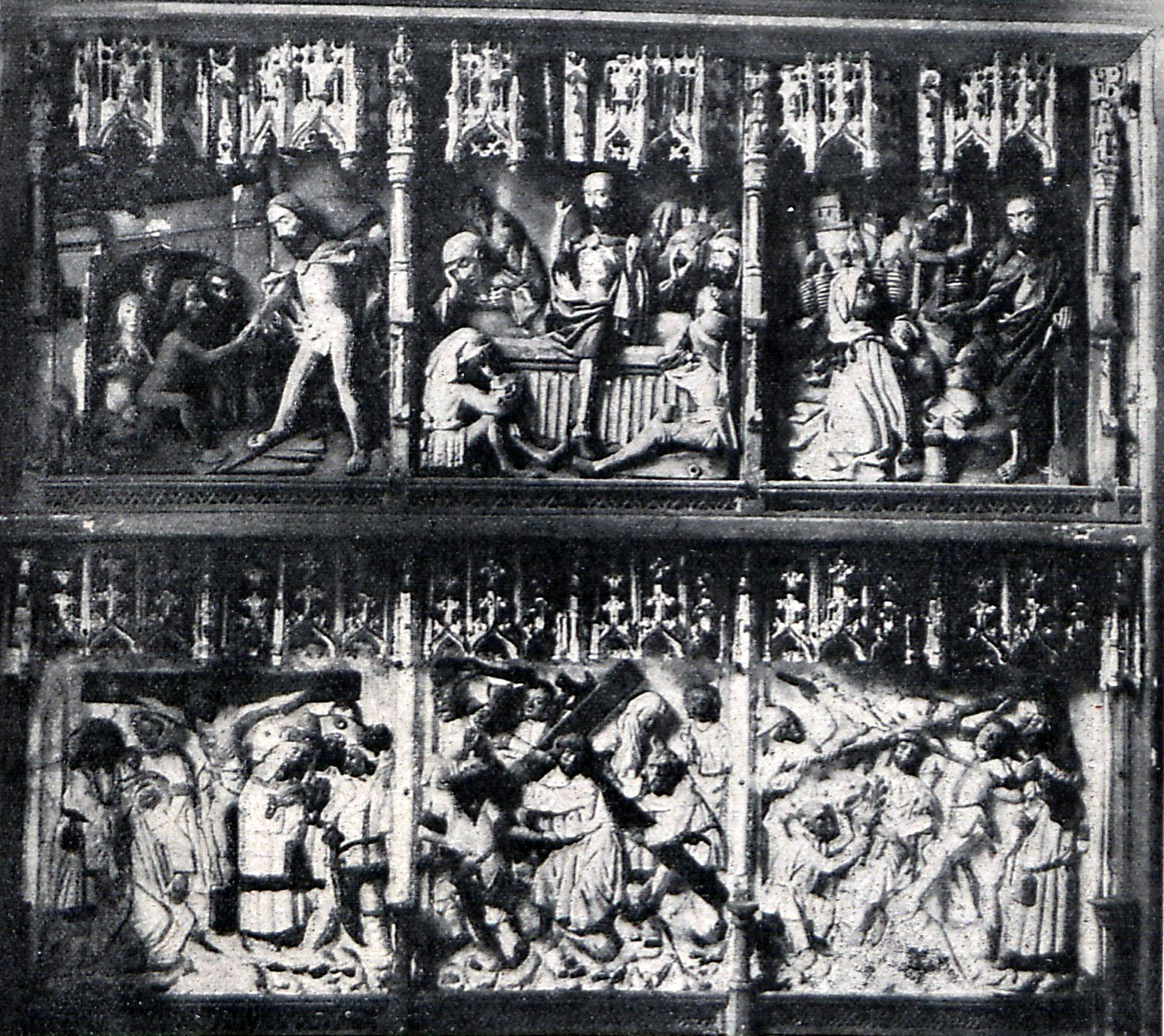
Der hinter dem Bild gefundene Altar
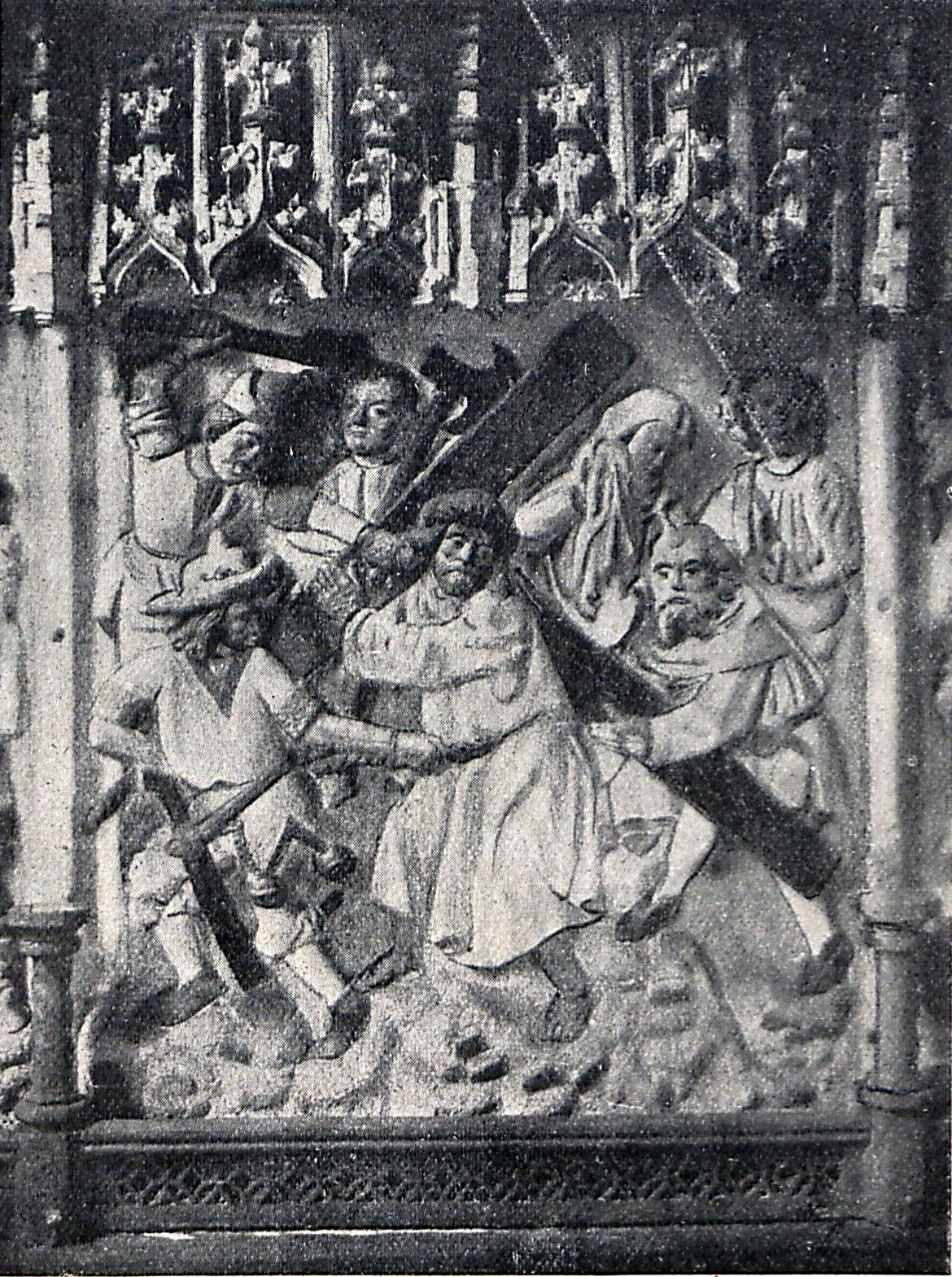
Mittelfeld des ehemaligen Altars

Zu einem unbekannten Zeitpunkt kam eine kleinformatige geschnitzte Kreuzigungsgruppe in die Kapelle, die auf um 1520 datiert wird. Kreuzigungsgruppen dieser Art waren vor allem in karitativen Einrichtungen verbreitet; sie könnte also aus dem Siechenhaus in die Kapelle gekommen sein.

### Orgel

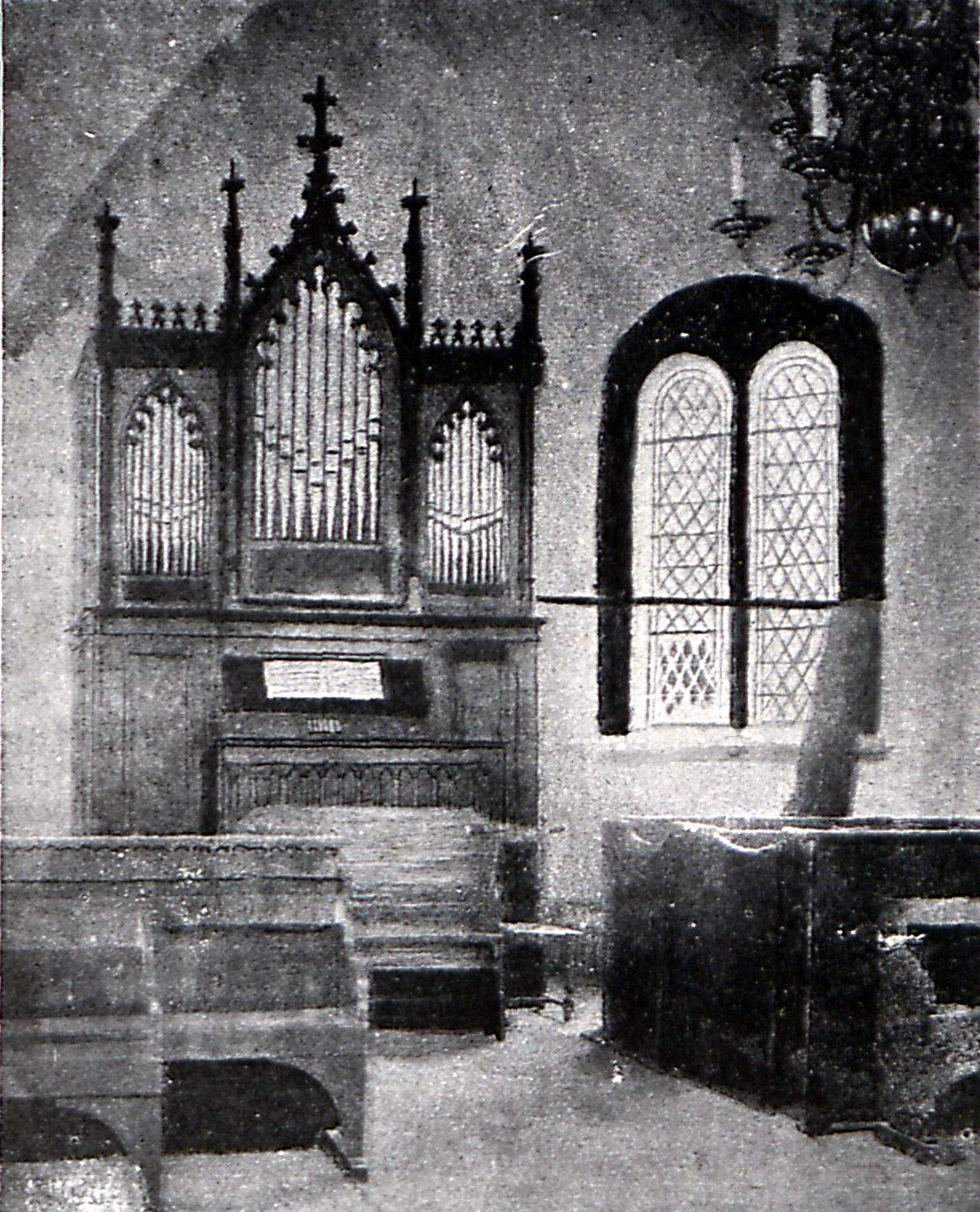
Erweiterte Mehmel-Orgel um 1922

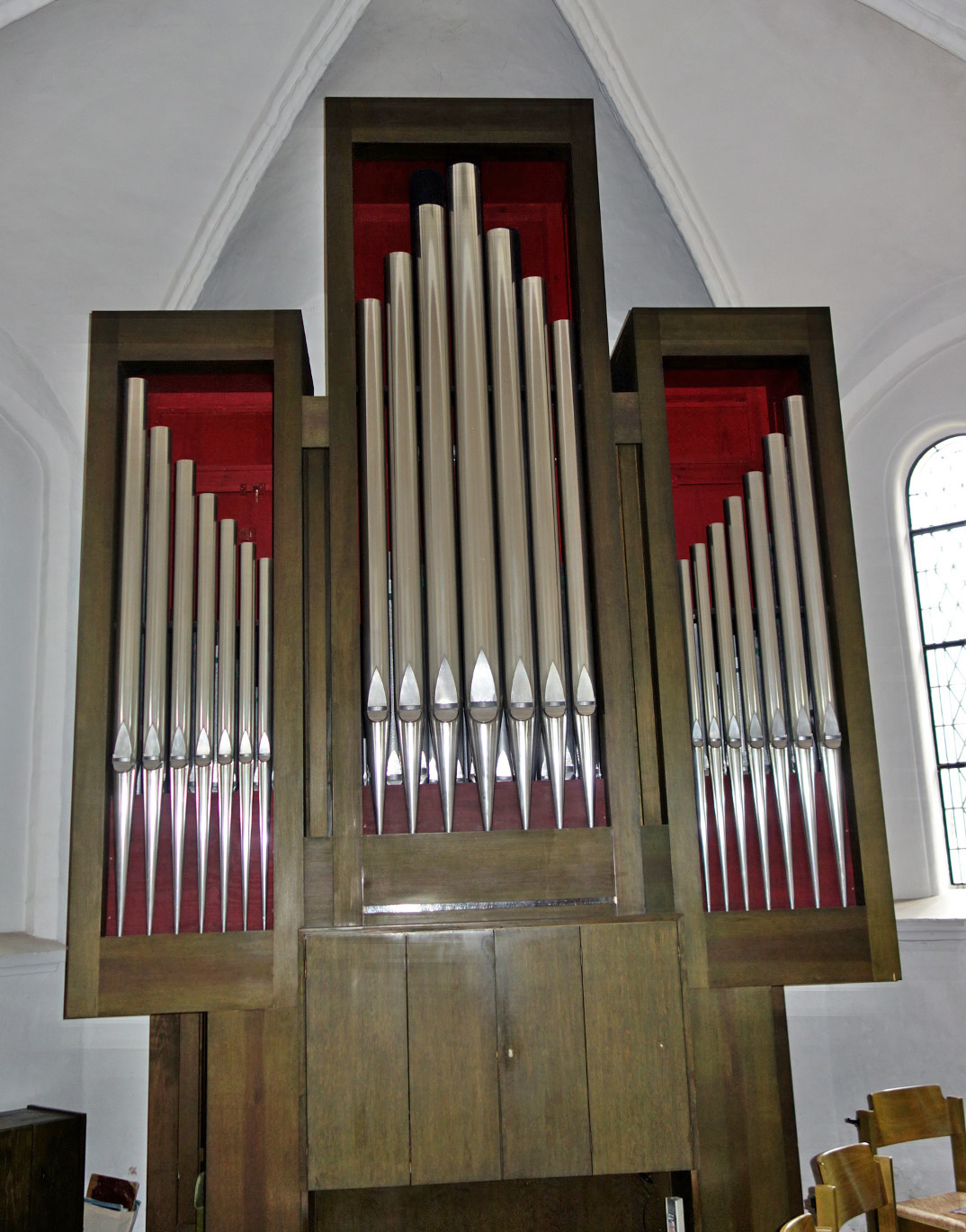
Paschen-Orgel von 1976

Die St.-Jürgen-Kapelle hat eine wechselvolle Orgel-Geschichte. Das erste Instrument wurde 1886 von Friedrich Albert Mehmel gebaut und 1905 von dem Lübecker Orgelbauer Emanuel Kemper umgebaut. 1957–1976 stand in der Kapelle die Hausorgel von Hugo Distler. Die heutige Orgel wurde 1976 von der Orgelbaufirma Hinrich Otto Paschen in Kiel erbaut. Das Schleifladen-Instrument hat 18 Register auf zwei Manualen und Pedal. Die Spieltrakturen sind mechanisch, die Registertrakturen elektrisch.
| I Hauptwerk C–g3 |                  |    |
| 1.               | Prinzipal        | 8′ |
| 2.               | Rohrflöte        | 8′ |
| 3.               | Oktave           | 4′ |
| 4.               | Flachflöte       | 2′ |
| 5.               | Sesquialtera III |    |
| 6.               | Mixtur IV–VI     |    |
|                  | Tremulant        |    |

| II Schwellwerk C–g3 |             |       |
| 7.                  | Gambe       | 8′    |
| 8.                  | Holzgedackt | 8′    |
| 9.                  | Prinzipal   | 4′    |
| 10.                 | Rohrflöte   | 4′    |
| 11.                 | Oktave      | 2′    |
| 12.                 | Quinte      | 1 ⁄3′ |
| 13.                 | Krummhorn   | 8′    |
|                     | Tremulant   |       |

| Pedal C–f1 |           |     |
| 14.        | Subbass   | 16′ |
| 15.        | Prinzipal | 8′  |
| 16.        | Gedackt   | 8′  |
| 17.        | Oktave    | 4′  |
| 18.        | Fagott    | 16′ |

- Koppeln: I/P, II/P

## Friedhöfe

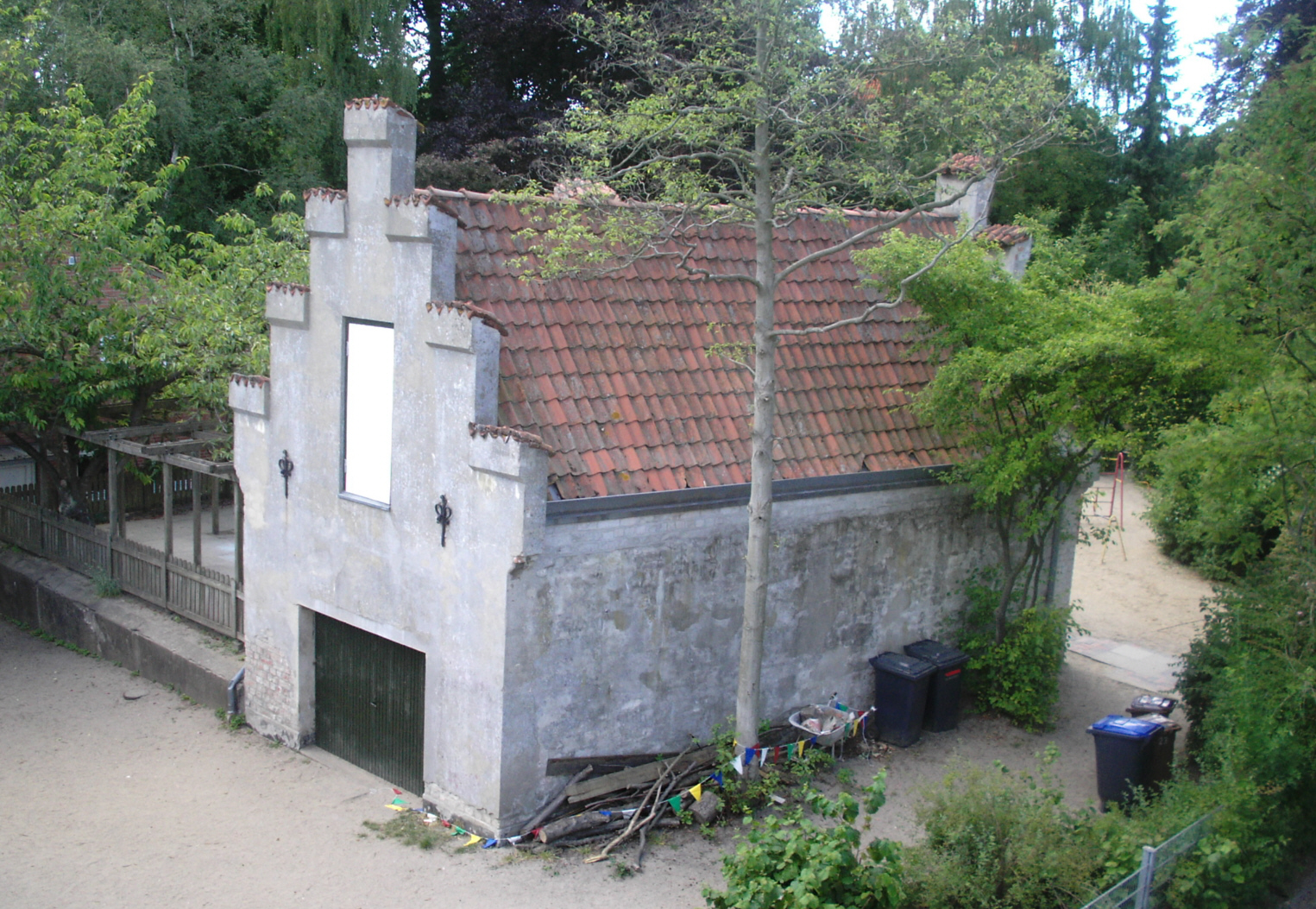
Die Leichenhalle

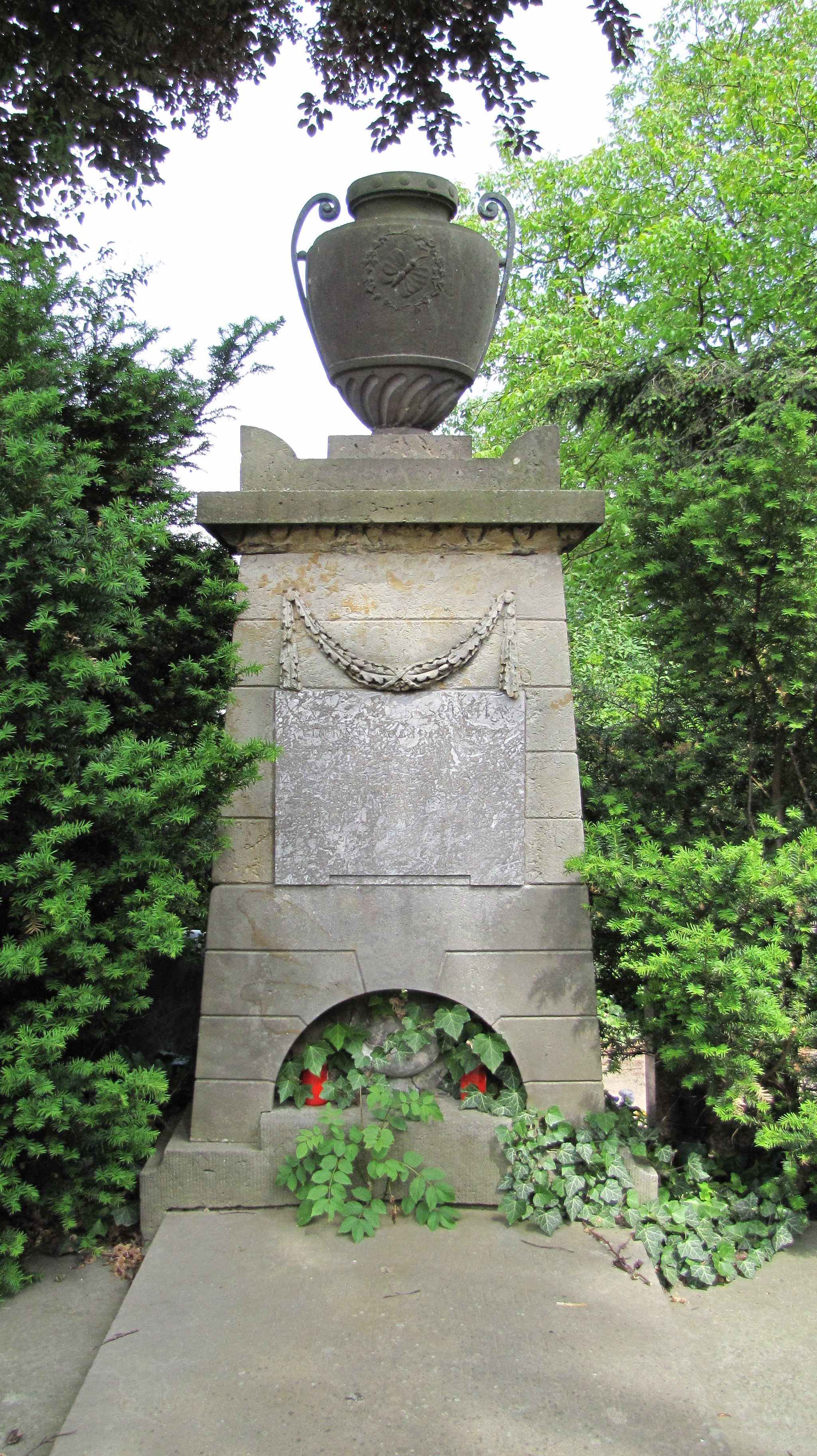
Grabmal Marc André Souchay († 1814)

Die Reste des alten Friedhofs befinden sich in der Grünanlage Am Brink bei den Lübecker Wallanlagen vor dem Mühlentor. Der Friedhof um die neue Kapelle wurde beginnend mit dem späten 18. Jahrhundert durch die Lübecker Friedhofsreformbewegung mit belegt, als sich hier demonstrativ einige wohlhabende Bürger Grabstellen kauften, wie es auch westlich der Stadt auf dem Friedhof der St. Lorenzkirche geschah, die das Zentrum dieser Bewegung bildete. Von dieser Zeit zeugen einige schöne Grabmale, die unter Denkmalschutz stehen, das Grabmal Souchay ist von dem dänischen Architekten Joseph Christian Lillie entworfen, dem auch weitere Grabmale auf dem Friedhof zugeschrieben werden.
Die zum Friedhof gehörige Leichenhalle mit kleinem Treppengiebel auf dem rückwärtigen Teil des Friedhofes entstand mit der Kapelle, wurde aber bereits 1645 fertiggestellt. Das unscheinbare Bauwerk, heute als Geräteschuppen und Materiallager genutzt, ist das älteste bestehende Gebäude des Stadtteils St. Jürgen.